# Prima del Teatro
Prima del Teatro – Scuola europea per l'arte dell'attore è una scuola di teatro che si tiene con cadenza annuale dal 1985 nei mesi di giugno e luglio a San Miniato, in provincia di Pisa. L'evento è organizzato dalla Fondazione Teatro di Pisa e dall'Accademia nazionale d'arte drammatica di Roma, in collaborazione col Comune di San Miniato, ed è sponsorizzato dalla Cassa di Risparmio di San Miniato.

## Storia
Alla sua prima edizione, nel 1985, l'evento fu intitolato Prima del Teatro - Incontro nazionale delle Scuole e delle idee di Teatro e durò una settimana, vedendo la partecipazione di alcune delle principali scuole di teatro italiane e ottenendo da parte del Ministero del turismo e dello spettacolo il titolo di "festival di interesse nazionale". Col passare degli anni la scuola venne ad assumere un carattere internazionale ed una rilevanza maggiore in termini di partecipazione e notorietà. Dall'edizione del 1992 "Prima del Teatro" prese la denominazione di "Scuola europea per l'arte dell'attore" che mantiene ancora oggi.

## Organizzazione
Attualmente la scuola è organizzata secondo corsi, della durata tra l'una e le due settimane, tenuti da docenti di scuole teatrali europee o, più raramente, extraeuropee, o da attori, registi, drammaturghi di chiara fama. Ai corsi possono partecipare studenti provenienti dalle scuole partner o chiunque, maggiorenne, faccia domanda e superi un'audizione di fronte ad un'apposita commissione istituita dagli organizzatori.
I corsi si tengono nella zona del centro storico di San Miniato in luoghi quali scuole, palestre ecc. e durano mediamente sei ore al giorno.
La maggior parte dei corsi sono orientati alla formazione di attori, ma non tutti: nel corso delle edizioni si sono tenuti corsi di regia, drammaturgia, coreografia, danza e musica.

## Scuole partner
Nel corso delle varie edizioni, varie scuole hanno partecipato come partner a Prima del Teatro. Segue un elenco non completo:
- Accademia dei filodrammatici, Milano
- Guildhall School of Music and Drama, Londra
- Institut del Teatre, Barcellona
- Universität der Künste, Berlino
- École nationale supérieure des arts et techniques du théâtre, Lione
- Statens Teater Skole, Copenaghen
- Real Escuela Superior de Arte Dramatico, Madrid
- American Conservatory Theater, San Francisco
- Accademia Russa d'Arte Drammatica GITIS, Mosca
- Shanghai Theatre Academy, Shanghai
- Scuola del Piccolo teatro di Milano, Milano
- Bottega Teatrale di Firenze, Firenze
- Scuola di teatro di Bologna "Alessandra Galante Garrone", Bologna
- Scuola del Teatro Stabile di Genova, Genova